# Mare Island NSY
Mare Island Naval Shipyard (Военная судоверфь Мэр-Айленд, MINS) — верфь и военно-морская база США, расположенная на западной окраине города Вальехо, штат Калифорния. Верфь расположена на одноименном полуострове примерно в 37 километрах к северо-востоку от Сан-Франциско в северной части залива Сан-Франциско. Река Напа, впадая в пролив Мар-Айленд (Mare Island Strait), расширяется и образует прекрасную гавань между полуостровом и материком. Полуостров составляет примерно 5,5 км в длину и 1,5 км в ширину. Предприятие расположено на площади более 2500 гектаров. В комплекс базы входит: судоверфь, склады боеприпасов, больница (её корпус сейчас переоборудован для учебных целей) и морские казармы.
Верфь получила известность во время Второй мировой Войны как главная база американских подводных лодок и координатор кораблестроительных программ США на Западном побережье
. База была закрыта в 1996 году и прошла через несколько реконструкций. Часть её, включающая 52 здания, была в 1975 году объявлена историческим ландшафтом.

## История
Мэр-Айленд, старейшая военно-морская база на западном побережье США, основана в 1853 году. Верфь создана в 1854 году и первоначально называлась Naval Magazine, NSY Mare Island.
В 1850 году, капитану Джону Слоату было приказано провести обследование побережья в поисках подходящего места для первой Тихоокеанской военно-морской базы. Слоат рекомендовал острова в устье реки Напа близь поселения Вальехо. Это место было защищено от океанских штормовых ветров и наводнений. 6 ноября 1850 года, спустя два месяца после того, как Калифорния вошла в состав США, президент Миллард Филлмор зарезервировал Мар-Айленд для государственных нужд. Департамент ВМС США действовал сообразно рекомендации капитана Слоата и в июле 1852 года остров Мар был куплен за сумму $83 410 для использования в качестве военно-морской верфи. В 1854 году капитан 1 ранга Дэвид Фаррагат был отправлен в Калифорнию для основания военно-морской базы и стал первым комендантом Мар-Айленд.
Увеличение размера и количества кораблей быстро привело к необходимости модернизации. Была принята национальная программа переоборудования верфи. Министерством общественных работ из гранитных блоков был построен 155-метровый сухой док. Работы длились 19 лет и были завершены в 1891 году. Во время испано-американской войны был построен 230-метровый сухой док из деревянных свай. Работы по его строительству были завершены в 1910 году. К 1941 году был построен третий сухой док и ещё четыре находились в стадии строительства. Склады боеприпасов и ремонтная база подводных лодок были современными, огнеупорными зданиями. Были построены три дамбы с автомобильными дорогами из Вальехо.
Во время Первой мировой войны база на острове Мар выросла в крупнейший центр кораблестроения и ремонтную базу. На предприятие в это время трудилось до 41 000 человек. За время войны на верфи были построены 512 кораблей и отремонтировано более сотни. В их числе был единственный построенный на западном побережье США линкор «Калифорния» и первый корабль, переоборудованный в авианосец — CV-1 «Лэнгли».
До начала Второй мировой войны около 6000 человек на острове Мар были заняты строительством и ремонтом судов. В годы Второй мировой войны, верфь Mare Island специализируется на строительстве подводных лодок. Все лодки, кроме нескольких, построенных частными предприятиями, были построены здесь. Верфь установила рекорд в постройке военно-морских кораблей, когда эсминец «Уорд» был спущен на воду спустя лишь 17 дней после закладки. За время войны на верфи было отремонтировано 1227 и построен 391 новый корабль, в том числе 17 лодок, 4 тэндера, 31 эсминец сопровождения, 33 малых судна и более чем 300 десантных катеров.
С появлением в середине 50-х годов атомных подводных лодок верфь стала одной из немногих, способных строить и ремонтировать АПЛ. В их числе были и несколько ПЛАРБ, вооружённых ракетами UGM-27 Поларис.
В 1993 году конгресс принял решение о закрытии базы. В это время на базе работало 5800 человек. В декабре 1995 года, число занятых снизилось до 1500, а в 1996 году все работы на верфи прекращены.

## Список построенных кораблей

### АПЛ
| Бортовой номер | Название                     | Класс   | Тип                  | Заложен    | Спущен     | В строю    | Списан     |
| -------------- | ---------------------------- | ------- | -------------------- | ---------- | ---------- | ---------- | ---------- |
| 583            | SSN-583 «Сарго»              | ПЛАТ    | «Скейт»              | 21.02.1956 | 10.10.1957 | 01.10.1958 | 21.04.1988 |
| 587            | SSN-587 «Халибат»            | ПЛАРК   | «Халибат»            | 11.04.1957 | 09.01.1959 | 04.01.1960 | 30.06.1976 |
| 588            | SSN-588 «Скэмп»              | ПЛАТ    | «Скипджек»           | 23.01.1959 | 08.10.1960 | 05.06.1961 | 28.04.1988 |
| 594            | SSN-594 «Пермит»             | ПЛАТ    | «Трешер»             | 01.05.1959 | 01.07.1961 | 29.05.1962 | 23.07.1991 |
| 595            | SSN-595 «Планжер»            | ПЛАТ    | «Трешер»             | 02.03.1960 | 09.12.1961 | 21.11.1962 | 02.02.1990 |
| 600            | SSBN-600 «Теодор Рузвельт»   | ПЛАРБ   | «Джордж Вашингтон»   | 20.05.1958 | 03.10.1959 | 13.02.1961 | 01.12.1982 |
| 619            | SSBN-619 «Эндрю Джексон»     | ПЛАРБ   | «Лафайет»            | 26.04.1961 | 15.09.1962 | 03.07.1963 | 31.08.1989 |
| 624            | SSBN-624 «Вудро Вильсон»     | ПЛАРБ   | «Лафайет»            | 13.09.1961 | 22.02.1963 | 27.12.1963 | 01.09.1994 |
| 629            | SSBN-629 «Дэниэл Бун»        | ПЛАРБ   | «Джеймс Мэдисон»     | 06.02.1962 | 22.06.1963 | 23.04.1964 | 18.02.1994 |
| 634            | SSBN-634 «Стоунволл Джэксон» | ПЛАРБ   | «Джеймс Мэдисон»     | 04.07.1962 | 30.11.1963 | 26.08.1964 | 09.02.1995 |
| 642            | SSBN-642 «Камеамеа»          | ПЛАРБ   | «Бенджамин Франклин» | 02.05.1963 | 16.01.1965 | 10.12.1965 | 02.04.2002 |
| 658            | SSBN-658 «Мариано Вальехо»   | ПЛАРБ   | «Бенджамин Франклин» | 07.07.1964 | 23.10.1965 | 16.12.1966 | 09.03.1995 |
| 662            | SSN-662 «Гурнард»            | МПЛАТРК | «Стёджен»            | 22.12.1964 | 20.05.1967 | 06.12.1968 | 28.04.1995 |
| 665            | SSN-665 «Гитарро»            | МПЛАТРК | «Стёджен»            | 09.12.1965 | 27.07.1968 | 09.09.1972 | 29.05.1992 |
| 666            | SSN-666 «Хокбилл»            | МПЛАТРК | «Стёджен»            | 12.09.1966 | 12.04.1969 | 04.02.1971 | 15.03.2000 |
| 672            | SSN-672 «Пинтадо»            | МПЛАТРК | «Стёджен»            | 27.10.1967 | 16.08.1969 | 11.09.1971 | 26.02.1998 |
| 677            | SSN-677 «Драм»               | МПЛАТРК | «Стёджен»            | 20.08.1968 | 23.05.1970 | 15.04.1972 | 30.10.1995 |